# 矮黄栌
矮黄栌（学名：Cotinus nana）是漆树科黄栌属的植物，是中国的特有植物。分布于中国大陆的云南等地，生长于海拔1,500米至2,500米的地区，一般生长在石山灌丛中，目前尚未由人工引种栽培。